# Ahia

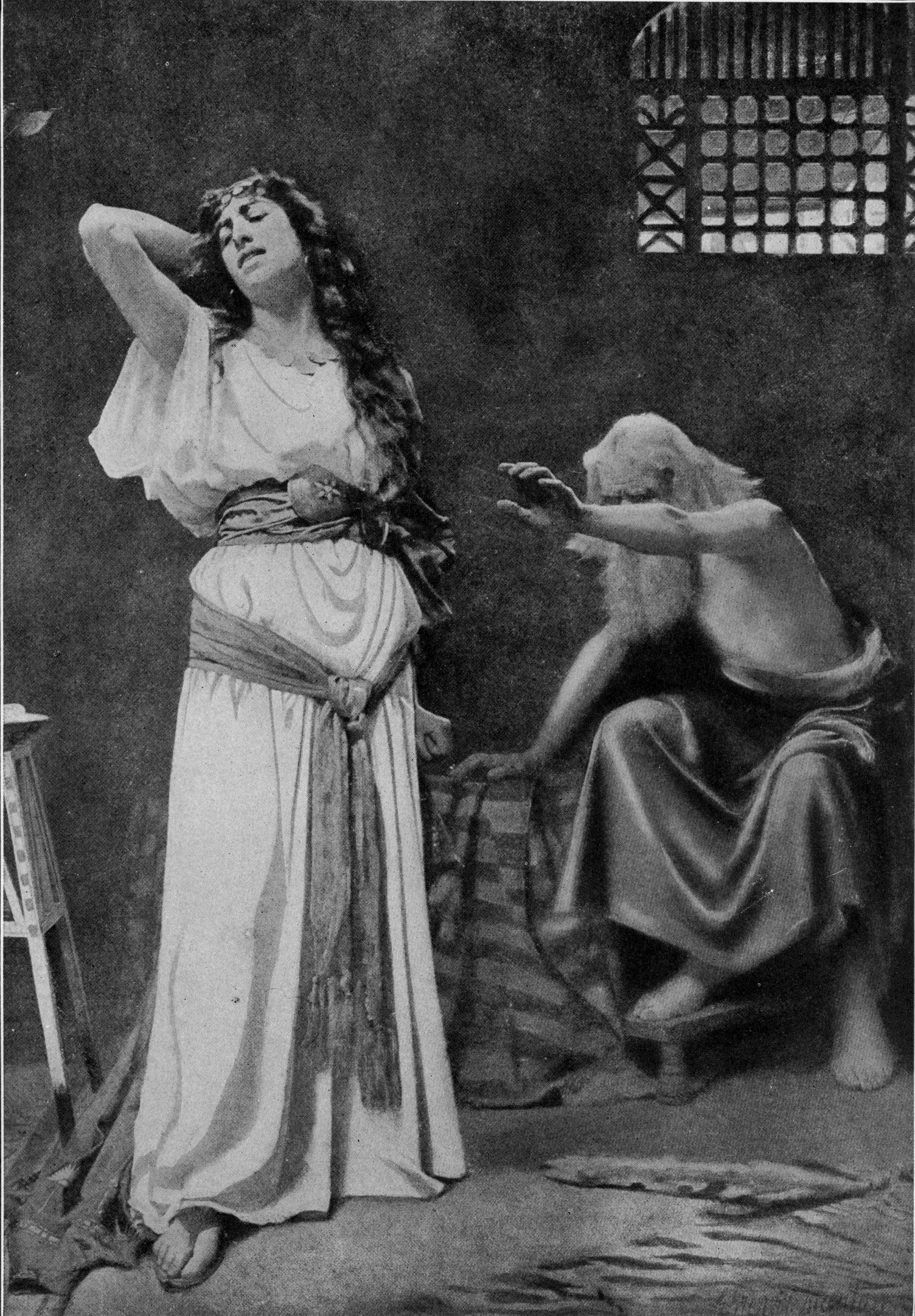
Ahia en de vrouw van Jerobeam I

Ahia uit Silo (Hebreeuws: אחיה השילוני, Ahiya Hashiloni) - of Achia uit Silo in moderne vertalingen - was een profeet die leefde in de tijd van koning Salomo (975/970 v.Chr. tot 925 v.Chr.) en Jerobeam I (931 v.Chr. tot 901 v.Chr.).
Over Ahia staan twee verhalen in de Hebreeuwse Bijbel:
- Hij profeteerde hoe Salomo’s koninkrijk  verdeeld zou worden en Jerobeam tien van de twaalf stammen zou krijgen, door een nieuw kledingstuk in twaalf stukken te scheuren en Jerobeam tien stukken te geven (die de noordelijke tien stammen van Israël symboliseerden).[2]
- Jerobeams zoon Abia werd ziek. Jerobeam stuurde zijn vrouw naar Ahia om van de profeet te vernemen of zijn zieke zoon zou herstellen.[3] De profeet, die intussen oud en blind was geworden, profeteerde dat de jongen spoedig zou sterven.[4]